# Cystamminoides
Cystamminoides es un género de foraminífero bentónico de la familia Trochamminidae, de la superfamilia Trochamminoidea, del suborden Trochamminina, y del orden Trochamminida. Su especie tipo es Cystamminoides triloculus. Su rango cronoestratigráfico abarca el Holoceno.

## Discusión
Clasificaciones previas incluían Cystamminoides en el suborden Textulariina del orden Textulariida. Otras clasificaciones lo han incluido en el orden Lituolida.

## Clasificación
Cystamminoides incluye a las siguientes especies:
- Cystamminoides quadriloculus
- Cystamminoides triloculus